# Kostel svaté Markéty (Havířov)
Kostel svaté Markéty v Havířově-Bludovicích se nachází v okrese Karviná. Je farním kostelem Římskokatolické farnosti svaté Markéty Havířov-Bludovice, Děkanát Karviná Diecéze ostravsko-opavská. Kostel byl zapsán do státního seznamu památek před rokem 1988.

## Historie
Farnost uvedená v dokumentu svatopetrského haléře v roce 1335, další zmínka pochází z roku 1447. V době reformace byl v držení evangelíků do roku 1654. Zděný kostel byl postaven v blízkosti původního dřevěného kostela. Základní kámen byl položen 13. července 1786. Zasvěcen byl 18. listopadu 1792 sv. Markétě a sv. Michalu. Stavbu kostela provedl stavitel Krečmer z Frýdku a po jeho smrti stavitel Reinoch z Paskova. Tesařem byl Josef Dlouhý ze Staré Vsi na Moravě. V roce 2006 byla opravena věž, v roce 2008 plechová střecha.

## Architektura
Jednolodní pozdně barokní zděná stavba s půlkulatým závěrem. Střecha sedlová krytá plechem se sanktusníkem. Osově v průčelí vsazená hranolová věž se zaoblenými rohy je zakončená bání s lucernou. Věž v průčelí vystupuje v mělký rizalit. Po obou stranách kněžiště jsou přistaveny sakristie. Fasáda hladká, v průčelí pilastry a lizenové rámy, vysoká okna s půlkruhovými záklenky. Ve spodní části věže je vchod do kostela. Portál má půklruhový uzávěr. Nad vchodem se nachází nika se sochou Krista.

## Interiér
Strop lodi je plochý s výmalbou. Kněžiště zaklenuto pruskou klenbou, v sakristii je valená klenba s lunetami. Vnitřní zařízení je částečně obnoveno. Z roku 1849 je obraz Panny Marie Růžencové od malíře Meinholda ze Šenova. Z roku 1800 jsou obrazy sv. Antonína a sv. Jana Nepomuckého od opavského malíře Ignaze Guenthera.

## Zvony
Z dřevěného kostela je zachován zvon s reliéfy Matky Boží s Ježíšem Kristem. Latinský nápis na zvonu: I.N.R.I. A.D. MCCCCXC. Ave regina coelorum, mater regis Angelorum, o Maria (Ježíš Nazaretský, král židovský. Léta páně 1490. Buď pozdravena, královno nebes, matko krále andělů, ó Marie).
Druhý zachovaný zvon z dřevěného kostela z roku 1617 s českými nápisy a třemi erby jeho fundátorů je v současnosti uložen v muzeu v Šenově.

## Galerie

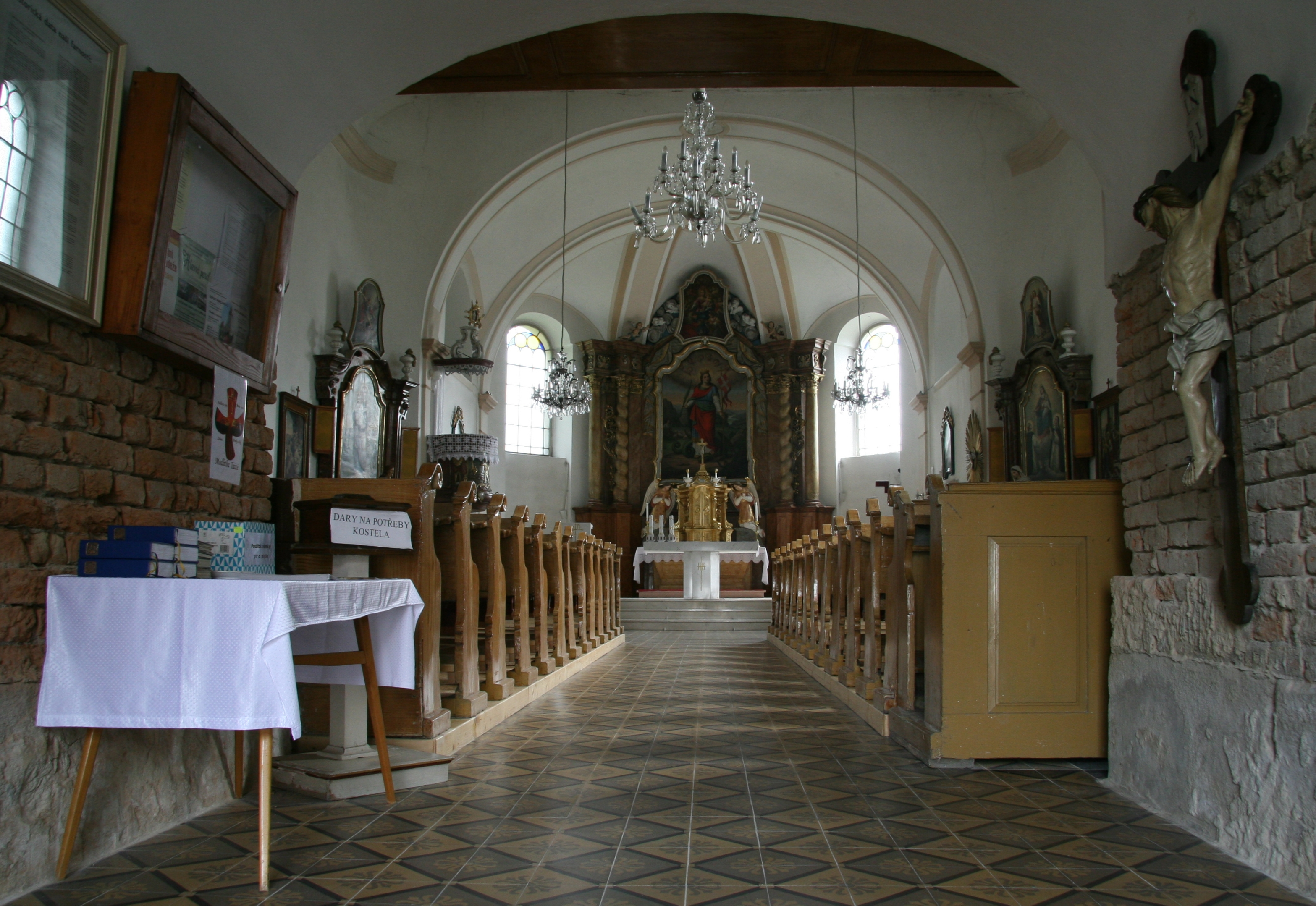
Interiér
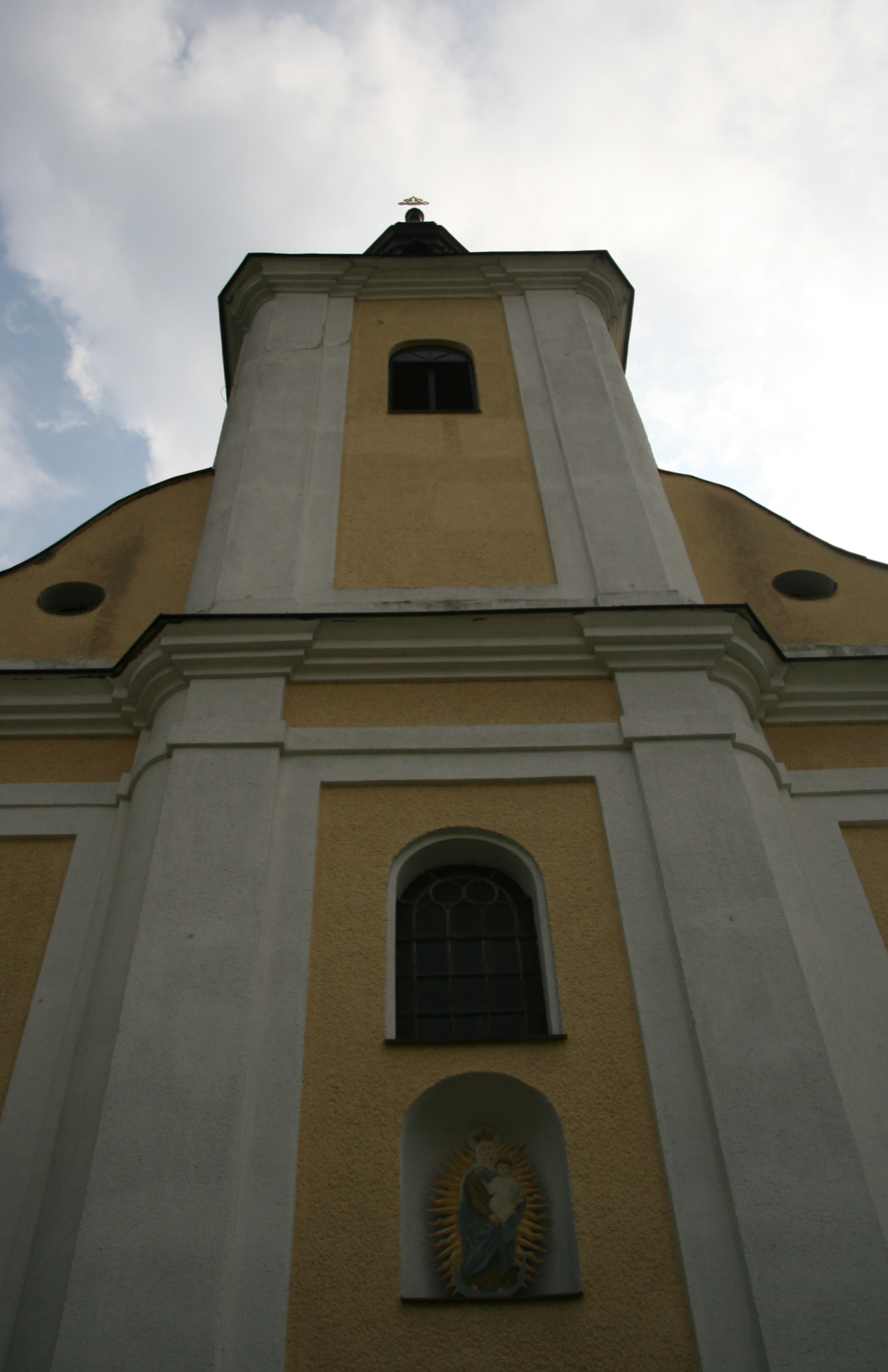
Věž
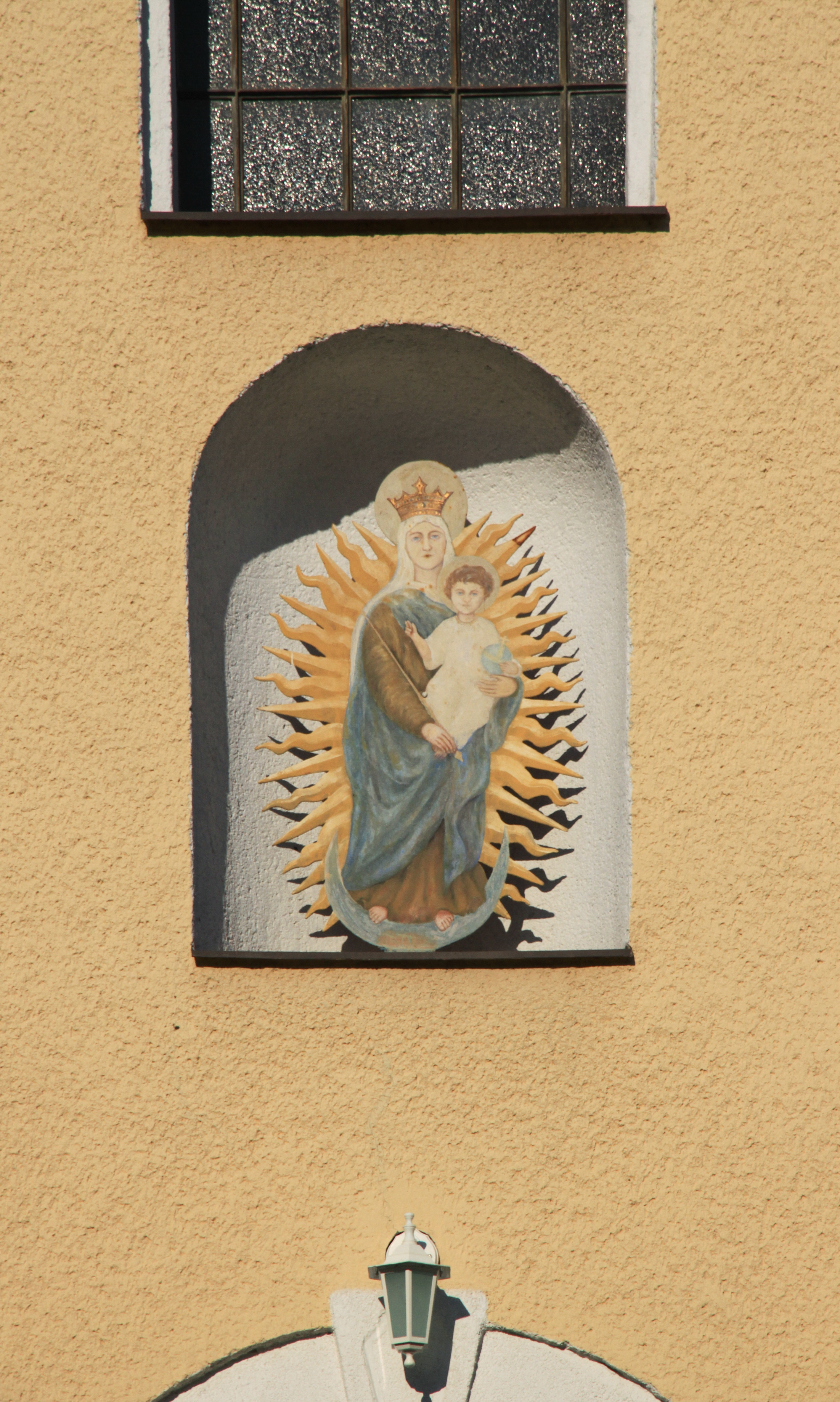
Nika nad vchodem